# Squabble Up
«Squabble Up» (estilizado en minúsculas) es una canción del rapero estadounidense Kendrick Lamar, fue lanzada el 26 de noviembre de 2024 como sencillo principal de su sexto álbum de estudio GNX, bajo pgLang e Interscope Records, también se lanzó en conjunto como lado B «TV Off». El 4 de julio de 2024, se dio un primer vistazo del tema, ya que este apareció por 15 segundos al inicio del video musical de «Not Like Us». 
Lamar produjo la pieza con Sounwave, Jack Antonoff y Bridgeway, y un trabajo adicional de M-Tech. La pista ganó atención adicional después de aparecer en material promocional de la campaña de Fórmula Uno de Mercedes AMG y durante una transmisión de la NBA, y finalmente se volvió viral en TikTok .
«Squabble Up» recibió críticas positivas por parte de los críticos musicales, quienes la elogiaron por su producción y su homenaje a varios estilos musicales. La pista usa de sample el éxito de freestyle de Debbie Deb de 1984, «When I Hear Music», y combina G-funk y hyphy con influencias de mariachi. La canción debutó en la cima del Billboard Hot 100 .
El video musical fue lanzado el 25 de noviembre de 2024, fue enviado a la radio Rhythmic contemporary al día siguiente como sencillo.

## Antecedentes y promoción
El 4 de julio de 2024, Lamar lanzó el video musical de «Not Like Us», un diss track dirigido al rapero canadiense Drake. Comenzó el video agregando un fragmento de 15 segundos de una canción que en ese momento no tenía título, mientras camina por un pasillo oscuro. Debido al uso de la palabra, la canción se hizo conocida posteriormente como "Broccoli" o "Broccoli (Reincarnated)". El 13 de octubre, el equipo de Fórmula Uno Mercedes AMG utilizó el fragmento para promocionar la próxima temporada de carreras. Sólo diez días después, la canción se escuchó durante una transmisión de la NBA en un partido de Los Angeles Lakers y Minnesota Timberwolves. Todas las instancias provocaron que la canción se volviera viral en TikTok y que los fanáticos pidieran que ya se lanzara completa. Finalmente, la canción se lanzó como la segunda pista del sexto álbum de estudio de Lamar, GNX, el 22 de noviembre de 2024.

## Composición
Pitchfork comentó que el tema toma prestada una "línea de bajo funky" de la canción de freestyle techno de los 80 «When I Hear Music» de la cantautora estadounidense Debbie Deb. En él se ve al rapero canalizando "elementos de su herencia del rap de California", fusionando "G-funk, hyphy y mariachi". Su interpretación vocal incluye el uso de "una miríada de voces, cambios de octava y gritos". Lamar acusa a otros raperos de ser falsos sin mencionar a ningún artista en particular. También toca temas sobre su evolución personal, sus opiniones  y criticas dentro de la industria musical y comentarios culturales. En referencia a su admiración por su trabajo, Lamar menciona al saxofonista Kamasi Washington, con quien colaboró para GNX y To Pimp a Butterfly (2015).

## Recepción crítica
En una reseña de la canción para Pitchfork, Matthew Ritchie elogió a Lamar por revivir el sample de un "éxito noventero" y pensó que su "odio lírico" en la canción era "de largo alcance", lo que la convirtió en una escucha "divertida". Zachary Horvath de HotNewHipHop argumentó que posee "el atractivo más mainstream" de todas las canciones del álbum y destacó el uso de juego de palabras, flujos elegantes y que destacan con una gran personalidad".

## Vídeo musical
El video fue dirigido por Calmatic, y fue estrenado el 25 de noviembre de 2024. La escenografía y la fotografía rinden homenaje al vídeo musical de «The Next Movement», del álbum de The Roots Things Fall Apart (1999). Contiene múltiples simbolismos e easter eggs, que hacen homenaje a la cultura y música de californiana, al West Coast rap, el G-funk, la música hyphy, el rap chicano, la cultura afroamericana y al movimiento chicano, a través de múltiples referencias, como la bandera afroamericana, el Partido Pantera Negra, el Desfile de Navidad de Compton, los raperos fallecidos Nate Dogg y Mac Dre, el programa de televisión Soul Train (1971-2006), la película Menace II Society (1993), las portadas de los álbumes Black Moses de Isaac Hayes (1971), el álbum Power de Ice-T (1988) y el álbum In a Major Way de E-40 (1995), también se le hace mención al  "Jesus Saves Gangsters Too!"; una iniciativa del movimiento Gangster Ministries, Kendrick aprovecha para reconocersu trabajo en el Distrito Crenshaw en el Centro Sur, y su participación contra la violencia comunitaria y su lucha por la justicia social, y, aparece un lowrider personalizado del Buick Grand National Experimental (GNX), entre otras muchas referencias. Mientras todo eso aparece, Lamar solo rapea y baila al son de la música, en un momento se sienta a leer un libro con el título, "Cómo ser más como Kendrick para tontos ", y recrea la visita a un monumento conmemorativo de un fallecido desconocido.
También cuenta con números de baile coreografiados por Charm La'Donna y apariciones especiales del artista Taz "Tisa" Arnold (quien previamente colaboró con Lamar en su álbum de 2015 To Pimp a Butterfly) del grupo musical Sa-Ra Creative Partners de Los Ángeles, así como varios artistas que actuaron previamente en el concierto de Lamar The Pop Out: Ken &amp; Friends.

## Posicionamiento en las listas
| lista (2024)                              | posición |
| ----------------------------------------- | -------- |
| Australia (ARIA)                          | 9        |
| Australia Hip Hop/R&B (ARIA)              | 2        |
| Austria (Ö3 Austria Top 40)               | 44       |
| Canadá (Canadian Hot 100)                 | 3        |
| República Checa (Singles Digitál Top 100) | 93       |
| Finlandia (OFC)                           | 46       |
| Francia (SNEP)                            | 53       |
| Global 200 (Billboard)                    | 3        |
| India Internacional (IMI)                 | 13       |
| Irlanda (IRMA)                            | 3        |
| Italia (FIMI)                             | 63       |
| Letonia (LaIPA)                           | 2        |
| Lituania (AGATA)                          | 7        |
| Luxemburgo (Billboard)                    | 19       |
| Países Bajos (Mega Single Top 100)        | 16       |
| Nueva Zelanda (Recorded Music NZ)         | 4        |
| Noruega (VG-lista)                        | 25       |
| Filipinas (Philippines Hot 100)           | 80       |
| Polonia (Polish Streaming Top 100)        | 38       |
| Singapur (RIAS)                           | 30       |
| Suecia (Sverigetopplistan)                | 26       |
| Suiza (Schweizer Hitparade)               | 17       |
| Reino Unido (UK Singles Chart)            | 4        |
| Reino Unido (UK R&B Chart)                | 1        |
| Estados Unidos (Billboard Hot 100)        | 1        |
| Estados Unidos (Hot R&B/Hip-Hop Songs)    | 1        |
| Estados Unidos (Rhythmic)                 | 16       |

## Historial de lanzamiento
| Región         | Fecha                   | Formato(s)             | Etiqueta(s)       | Ref.   |
| -------------- | ----------------------- | ---------------------- | ----------------- | ------ |
| Estados Unidos | 26 de noviembre de 2024 | Rhythmic crossover     | PGLang Interscope | [ 1 ]  |
| Estados Unidos | 10 de diciembre de 2024 | Contemporary hit radio | PGLang Interscope | [ 41 ] |

## Premios y nominaciones
| Año  | Premio              | Nominado    | Categoría        | Resultado | Referencias |
| ---- | ------------------- | ----------- | ---------------- | --------- | ----------- |
| 2025 | Kids' Choice Awards | Squabble Up | Canción favorita | Nominada  | [ 42 ]      |